# Marisol Galdón
Marisol Galdón Pascual (Sabadell, Barcelona, 3 de agosto de 1962) es una escritora, comunicadora y presentadora de televisión española.

## Biografía
Hija de emigrantes andaluces procedentes de Jaén. Criada en la localidad barcelonesa de Caldas de Montbui. Es una comunicadora polifacética y todoterreno. Mujer inquieta y creativa, inició su carrera mediática en Catalunya Ràdio participando y realizando diversos programas. Se licenció en la Universidad Autónoma de Barcelona en Ciencias de la Información. Colaboró en otras emisoras, como RNE-R4. Pero su pasión por la música la llevó a abrirse camino como discjockey. Su aspecto rompedor y sus espectaculares pinchadas en el bar Nick Havana, de Barcelona, hicieron que TVE se fijara en ella y le propusieran presentar un programa musical, junto a dos chicos: Tinet Rubira y David Bagès. Nació Plastic. El éxito del programa lo mantuvo en antena durante dos años y medio, en distintos formatos. En 1992, subdirigió y copresentó junto a Inka Martí, el magacín de la 2, Peligrosamente juntas, que contó con colaboradores de la talla de Luis García Berlanga, Luis Carandell, Néstor Luján o Jorge Wagensberg. En 1994, substituyó con éxito al periodista Ángel Casas en el magacín nocturno, también de TVE2, Tal cual.
Después de eso, se instaló en Madrid y formó parte del equipo de Informativos de Telecinco, durante un año, en el que también colaboró en el programa Este país necesita un repaso.
Sus colaboraciones posteriores se han repartido entre la radio y la televisión. De la radio, podemos destacar: La Bisagra, de Xavier Sardà, en RNE; La mañana, de Antonio Herrero, en COPE, emisora en la que también colaboró en La tarde, con Mari Cruz Soriano o María Teresa Campos; el programa de la tarde de Onda Cero, conducido por Marta Robles; en el Buscaraons de l'estiu, en SER-Barcelona o en la radio catalana RAC1, en el programa matinal El món en RAC1.
En televisión, Marisol Galdón ha participado en La Parodia Nacional (Antena 3), Lluvia de estrellas y Menudas estrellas (Antena3) , Esta es tu historia (TVE1), Crónicas marcianas (Telecinco), El club (TV3), Maracaná 06 (Cuatro) o Aspaldiko, en ETB 2. Además de un sinfín de participaciones en debates y tertulias de distintas cadenas.
Entre 2012-2013 participó semanalmente en Más vale tarde, en La Sexta.
Desde abril de 2010 y hasta febrero de 2014, colaboró en diversos debates de 13 TV. Cadena en la que también participó en el programa deportivo El ojo del tigre.
Durante 2013, formó parte de la tertulia futbolística de Estudio Estadio, en Teledeporte.
Desde entonces, realiza apariciones mediáticas esporádicas en TV y se la pudo ver en el programa de Telecinco Hable con ellas, en su edición de 2017. También fue entrevistada en los programas Ochéntame y Novéntame de TVE. Asimismo participó en Los Teloneros de Cuatro y ejerció de analista para los programas Obrim fil, de TVE Cataluña, Tot es mou en TV3 o en el especial Hablando en plata, en Antena 3.
También ha sido colaboradora habitual de la revista Rolling Stone. Y ha escrito artículos para otras publicaciones como Hojas de Actualidad, la revista de Iberia o Elle, entre otras.
Una constante huida del encasillamiento ha llevado a Marisol a cantar en la Barcelona de los 90; coprotagonizar la película Las apariencias engañan, de Carlos Balagué, junto a Amparo Larrañaga o hacer una aparición especial en Carambolas, de Jesús Font.  
Más recientemente participó también en la película Amarillo, de Eduardo Álvarez o en la serie Sentimos las molestias, dirigida por Cavestany y Fernández Armero en Movistar +. 
En 1995/6, interpretó junto a Albert Plà la obra Caracuero, en el Teatro Alfil de Madrid.
En la actualidad, vive en La Alcarria (Guadalajara)   
En diciembre de 2010, publicó su primera novela, ¡Mátame!, de suspense psicológico, en Ediciones La Tempestad.
En abril de 2018, publicó su segunda novela, Psicoputa, en Ediciones Oblicuas. 
En diciembre de 2021 publica su tercera novela Cumbres Tenebrosas, en la editorial Marli Brosgen. 
Ha participado en diversos libros colectivos pudiendo dar rienda suelta a su pasión cinéfila: El universo de Bette Davis, Notorious Ediciones; Sean Connery. El hombre que dijo nunca jamás, Editorial Sílex; Amores de cine, pasiones más allá del celuloide, Editorial Sial Pigmalión o en el libro dedicado al 80 aniversario del estreno de Lo que el viento se llevó, Notorious Ediciones.
En verano de 2018, escribió, dirigió e interpretó el monólogo #MeRíoPorNoFollar en la Sala Lola Membrives del Teatro Lara de Madrid, que fue muy bien acogido por la crítica .
Su blog Cruces de Bohemia recoge interesantes y variados textos literarios, que muestran la buena relación que esta comunicadora mantiene con las letras. También creó el podcast Cruces de Bohemia.
Ejerce de maestra de ceremonias e imparte cursos de comunicación en línea.